# Pengkol (Penawangan)
Pengkol is een bestuurslaag in het regentschap Grobogan van de provincie Midden-Java, Indonesië. Pengkol telt 4108 inwoners (volkstelling 2010).